# Ignacio Saavedra
Ignacio Antonio Saavedra Pino (ur. 12 stycznia 1999 w Santiago) – chilijski piłkarz występujący na pozycji defensywnego pomocnika, reprezentant Chile, od 2018 roku zawodnik Universidadu Católica.